# Crève Hippie, crève !
Pour les articles homonymes, voir Hippie (homonymie).
Crève, Hippie, crève ! (Die Hippie, Die en version originale) est le deuxième épisode de la neuvième saison de la série animée South Park, ainsi que le 127e épisode de l'émission.

## Synopsis
Les hippies envahissent South Park et Cartman tente de les éradiquer. Mais personne ne le croit quand il affirme qu'ils représentent un danger. Bientôt, les hippies organisent un festival encore plus dantesque que Woodstock, et toute la ville est bloquée.